# 5 cm PaK 38
PaK 38 (Panzerabwehr Kanone 38, Pansarvärnskanon modell 38) var en tysk pansarvärnskanon med 50 mm kaliber som tillfördes Wehrmacht under andra hälften av 1940 och ersatte den tidigare PaK 35/36. PaK 38 hade tillräcklig genomslagskraft för att kunna slå ut medeltunga fientliga stridsvagnar såsom den sovjetiska T-34. Dessutom hade PaK 38 låg profil och var förhållandevis lätt att hantera. PaK 38 förblev i tjänst ända till krigsslutet men ersattes efterhand av den kraftigare 75 mm PaK 40.